# 존 헨슬리
존 헨슬리(John Hensley, 1977년 8월 26일 ~ )는 미국의 배우이다.

## 출연 작품

### 영화
- 티스 (2007)
- 셔터 인 도쿄 (2008)
- 호스텔 3 (2011)
- 몰:데이투킬 (2014, Mall)

### 텔레비전
- 닙턱 (2003-10)